# Provand’s Lordship

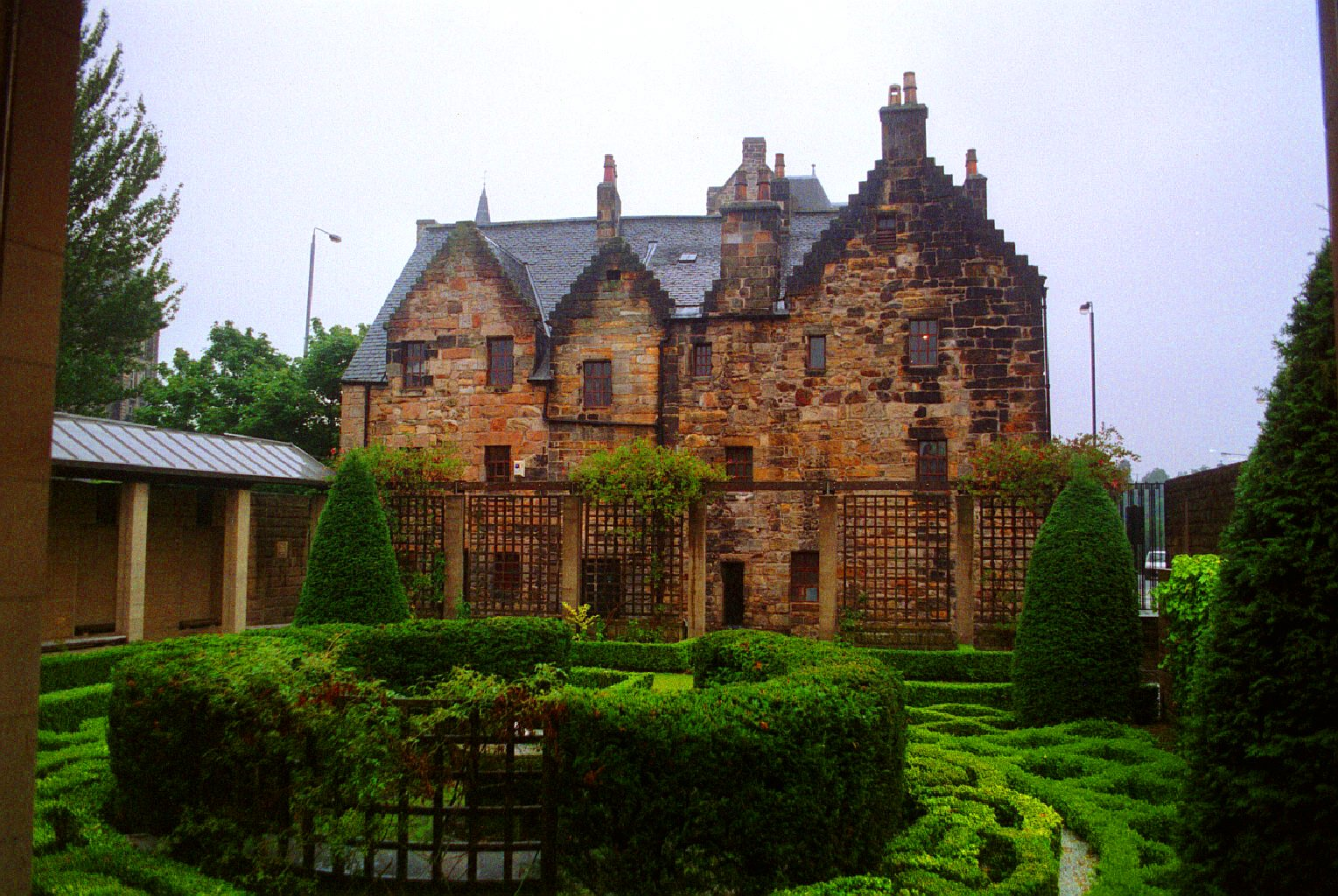
Provand’s Lordship

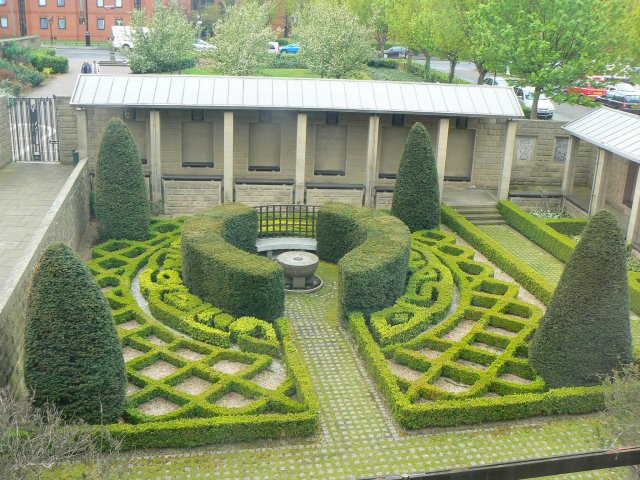
Garten

Provand’s Lordship ist eine Villa, ehemaliges Pfarrhaus und heutiges Museum in der schottischen Stadt Glasgow. 1966 wurde das Bauwerk in die schottischen Denkmallisten in der höchsten Denkmalkategorie A aufgenommen.

## Geschichte
Das Gebäude wurde im Jahre 1471 für den Bischof von Glasgow, Andrew Muirhead erbaut. Später ließ ein Bischof um die Villa das Pflegeheim St Nicholas Hospital einrichten, in dem zwölf alte Männer untergebracht werden konnten. Der Präbendar von Balernock bewohnte später das Gebäude. Für ihn war der Höflichkeitstitel Lord of Provan geläufig, worher der Gebäudename Provand’s Lordship entstammt. William Bryson zeichnet für die Erweiterung an der Westseite aus dem Jahre 1670 verantwortlich. Anhand der geringeren Mächtigkeit des Mauerwerks kann der Anbau eindeutig abgegrenzt werden. In den 1840er Jahren wurde ein Wohngebäude angebaut. Die Provand’s Lordship Society ließ das Gebäude 1906 restaurieren. Nachdem es 1921 überarbeitet wurde, wurde 1978 das Dach erneuert und Provand’s Lordship bis 1983 erneut restauriert. Die Gebäude des Pflegeheims wurden zwischenzeitlich abgebrochen.
Provand’s Lordship, das älteste erhaltene Wohngebäude Glasgows, wird heute als Museum betrieben. Es sind Einrichtungsgegenstände aus dem 17. Jahrhundert sowie königliche Porträts ausgestellt. Der Eintritt ist frei. 2019 wurde Provand’s Lordship von rund 94.000 Personen besucht. 2024 betrug die Besucherzahl etwa 99.000 Personen.

## Beschreibung
Provand’s Lordship steht an der Castle Street gegenüber dem Castle Square und der St Mungo’s Cathedral. Direkt südlich befindet sich ein heute zur University of Strathclyde gehörige, als Barony Hall bezeichnete ehemalige Kirche. Das Mauerwerk der dreistöckigen Villa besteht aus grob behauenem Bruchstein vom Sandstein. Die Fenster weisen unterschiedliche Abmaße auf und sind nicht symmetrisch verteilt. Die Kreuzgiebel an der westexponierten, rückwärtigen Fassade stammen aus dem 17. Jahrhundert. Am schmucklosen Südgiebel findet sich das Wappen Andrew Muirheads. Mit Ausnahme des Nordgiebels schließen alle Dächer mit Staffelgiebeln ab. Der Staffelgiebel der Nordseite ging im Zuge des Anbaus in den 1840er Jahren verloren. Die Dächer sind mit Schiefer eingedeckt.